# Tatuidris
Tatuidris, sau furnică armadillo, este un gen rar de furnici constând dintr-o singură specie, Tatuidris tatusia. Furnicile sunt de dimensiuni mici și locuiesc în așternutul frunzelor pădurilor neotropicale din America Centrală și America de Sud, din Mexic până în Brazilia. Muncitorii sunt de culoare feruginoasă până la roșu închis și prezintă o morfologie distinctivă, formată dintr-un cap asemănător unui scut cu un vertex larg, transformat ventral, mandibule grele care nu se suprapun la închidere completă, și niște antene unice printre furnici – un aparat de priză așezat cu susul în jos. Se cunosc puține lucruri despre biologia furnicilor, dar ele sunt probabil nocturne și prădători specializați.
Tatuidris au fost descrise pentru prima dată în 1968 și plasae inițial în  tribul Agroecomyrmecini myrmicine, împreună cu două genuri fosile. De la descrierea inițială, statutul sistematic al tribului a fost punctul central al dezbaterii.

## Taxonomie
Tatuidris tatusia este singura specie din genul Tatuidris, un gen monotipic și unul dintre cele doar două genuri existente din subfamilia Agroecomyrmecinae. O nouă specie, T. kapasi, a fost descrisă de Lacau – Groc în 2012, dar acum a fost retrogradat la un sinonim junior sub T. tatusia bazat pe amploarea variabilității morfologice întâlnite în toată această gamă geografică largă. Analiza  Codurile de bare ADN au indicat un model de izolare genetică pe distanță, sugerând prezența unei singure specii supuse  diferențiereaală[....
A fost descris pentru prima dată de Brown & Kempf în 1968 pe baza a doi muncitori colectați într-o  Mostră berleză din humus în El Salvador. Datorită asemănărilor morfologice, ei au considerat-o o furnică foarte primitivă și au plasat-o în ceea ce era atunci un trib myrmicine, Agroecomyrmecini, împreună cu furnicile cunoscute din Eocen timpuriu Chihlimbar baltic (Agroecomyrmex) și Eocen târziu  Șistul florissant (Eulithomyrmex)..

## Distribuție
| Prezent | Likely prezent |
| Incert  | Absent         |

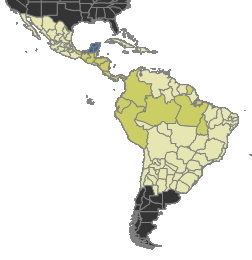
Distribuția Tatuidris
Source: AntWiki

Tatuidris este rar, dar distribuit pe scară largă. Furnicile locuiesc în așternutul frunzelor pădurilor Zona neotropicalăneotropicale din America Centrală și de Sud, din Mexic până în Guyana Franceză,  Brazilia centrală,  și  Peru amazonian.  Nu sunt cunoscute colecții din Caraibe, Galápagos, sau alte insule. Cele mai multe exemplare și colecții sunt cunoscute în prezent să apară în localitățile de la vest de Anzi, cu mai multe colecții care tind să apară spre America Centrală și Mexic. Cele mai multe colecții provin din zonele muntoase (pre-montane) la altitudini medii (de obicei 800-1200 de metri altitudine). Colecțiile din câmpie pădurea tropicală amazoniană sunt puține. Înregistrările publicate sunt puține, dar odată cu apariția cernerii gunoiului și extracția Winkler ca metodă populară de colectare a furnicilor, Tatuidris nu sunt atât de rare pe cât păreau. Deși nu sunt foarte abundente, cu cernere frecventă a așternutului, acestea pot fi găsite în mod fiabil în pădurile umede Costa Ricaane.

## Descriere
Lucrătorii genuui Tatuidris prezintă o morfologie distinctă, constând dintr-un cap asemănător unui scut cu un vârf lat (suprafața superioară a capului), mandibule grele întoarse ventral care nu se suprapun la închiderea completă, adânci. scrobi antene (o impresie care primește părți ale antenei) cu ochii la sau aproape de vârful lor, mezosom compact și fuzionat, antenă cu 7 segmente, primul segment gastral îndreptat ventral și unic printre furnici – un aparat cu priza de antenă așezat cu susul în jos pe acoperișul lobului frontal expandat.
Corpul unui muncitor este scurt și compact, feruginos -colorat până la roșu închis, cu tegument gros și rigid („pielea”) externă. Corpul este acoperit de fire de păr, care sunt variabile ca lungime și înclinare. Capul este piriform (în formă de pară), cel mai lat în spate, cu ochi mici. Reginele sunt asemănătoare lucrătoarelor, dar de culoare galbenă și mai palide. Aripile lor sunt cu aproximativ 60% mai lungi decât lungimea totală a corpului. Masculii, de asemenea asemănători lucrătorilor (cu excepția capului), sunt mai întunecați și au aripi cu aproximativ 50% mai lungi decât corpul. Ochii mătcilor și masculilor sunt mai mari decât la muncitoare.

### Dimensiune
Specimenele de Tatuidris sunt mici, aproximativ 3,5 millimeteri (0,14 in) în lungime totală, dar exemplarele pot varia foarte mult ca mărime, exemplarele mai mari fiind de două ori mai mari decât cele mai mici. Variabilitatea dimensiunii în cadrul capturilor cu capcane (posibil aceleași colonii) poate fi considerabilă. De exemplu, lucrătorii dintr-o captură de colectare din Nicaragua au variat cu 30% în mărime. Încă nu este clar dacă variația dimensiunii intra-colonie se datorează prezenței castelor morfologice de muncitori (de exemplu, caste minore și majore) sau variației continue a dimensiunii. Analiza componentelor principale (PCA) a arătat că cea mai mare parte a variației dintre specimene este legată de mărime, forma explicând puțin din variația totală.

### Variabilitatea pilozității

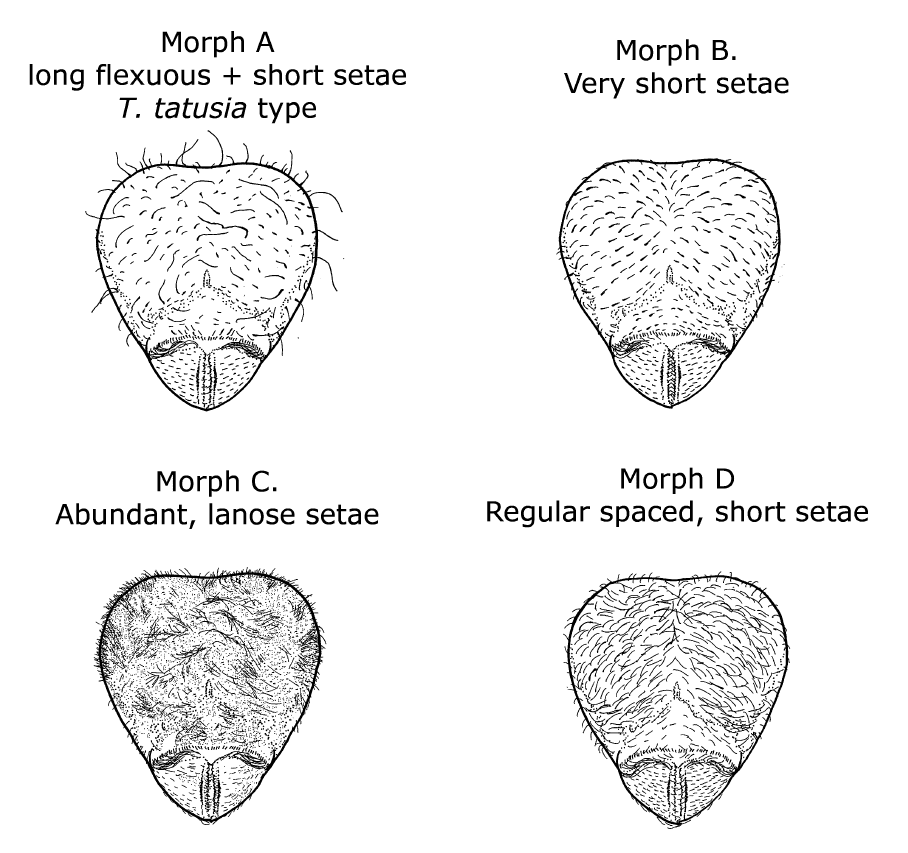
Reprezentare vizuală a modelelor de pilozitate Tatuidris

Patru modele de pilozitate (modele de setae asemănătoare părului) sunt cunoscute că apar în colecțiile „Tatuidris”. Modelul de pilozitate A constă dintr-un amestec atât de sete lungi, flexuoase, cât și scurte. Acesta este cel mai comun model de pilozitate și cel care seamănă cel mai mult cu exemplarele tip din El Salvador și ginecul din Otongachi, Ecuador. Modelul de pilozitate B este caracterizat de sete foarte scurte, complet aprimate și regulate, dispuse omogen și echidistant pe cap, mezosom, pețiol, postpetiol și gaster. Modelul de pilozitate C este caracterizat de sete dense cu aspect de lanozitate. Modelul de pilozitate D constă din sete scurte și uniforme decumbente (puternic înclinate, dar nu complet apăsate) împrăștiate pe tot corpul.

### Ochii
Poziția relativă a ochilor este foarte variabilă în cadrul speciei. De exemplu, locația ochilor variază de la a fi complet în interiorul scrobilor antene la complet în afara scrobilor. În unele cazuri, ochiul însuși este situat în afara scrobei antenale, dar fosa ochiului este bine marcată și confluentă cu scrobul antenal. La majoritatea exemplarelor, carina antenală (cresta care se extinde de-a lungul regiunii antenei dorsale) se bifurcă de la scrobii antenari și se află drept deasupra ochilor. Cu toate acestea, la exemplarele din Nicaragua, este prezentă o carină antenală puternic impresionată. La aceste exemplare, aproximativ 40% din suprafața ochiului se află în interiorul scrobilor antenei. La gine, doar ~1/6 din ochi se află în scrobii antene. O depresiune se formează uneori în tegumentul din părțile laterale ale propodeului, sub spiracul propodeal și deasupra glandei metapleurale. Adâncimea acestei depresiuni variază între exemplare și tinde să fie cea mai adâncă la exemplarele mai mari.